# Агароза

Елементарна ланка агарози

Агароза — лінійний полісахарид, який входить до складу агар-агару.

## Структура та властивості
Складається із залишків, що чередуються, B-D-галактопіранози та 3,6-ангідридо-α-1-галактопіранози, які об'єднані 1→4 зв'язком. Температура плавлення 95 °C, температура утворення гелю 45 °C. Має спектр 13С-ЯМР, що налічує 12 сигналів, згідно з 12 атомами вуглецю у молекулі дисахариду. Агароза дуже гідрофільна, її полімерні ланцюги в більшій мірі, ніж целюлоза здатні утворювати водневі зв'язки, внаслідок чого 2 — 6 % водний розчин, при застиганні утворює жорсткий гель з великими порами.

## Використання

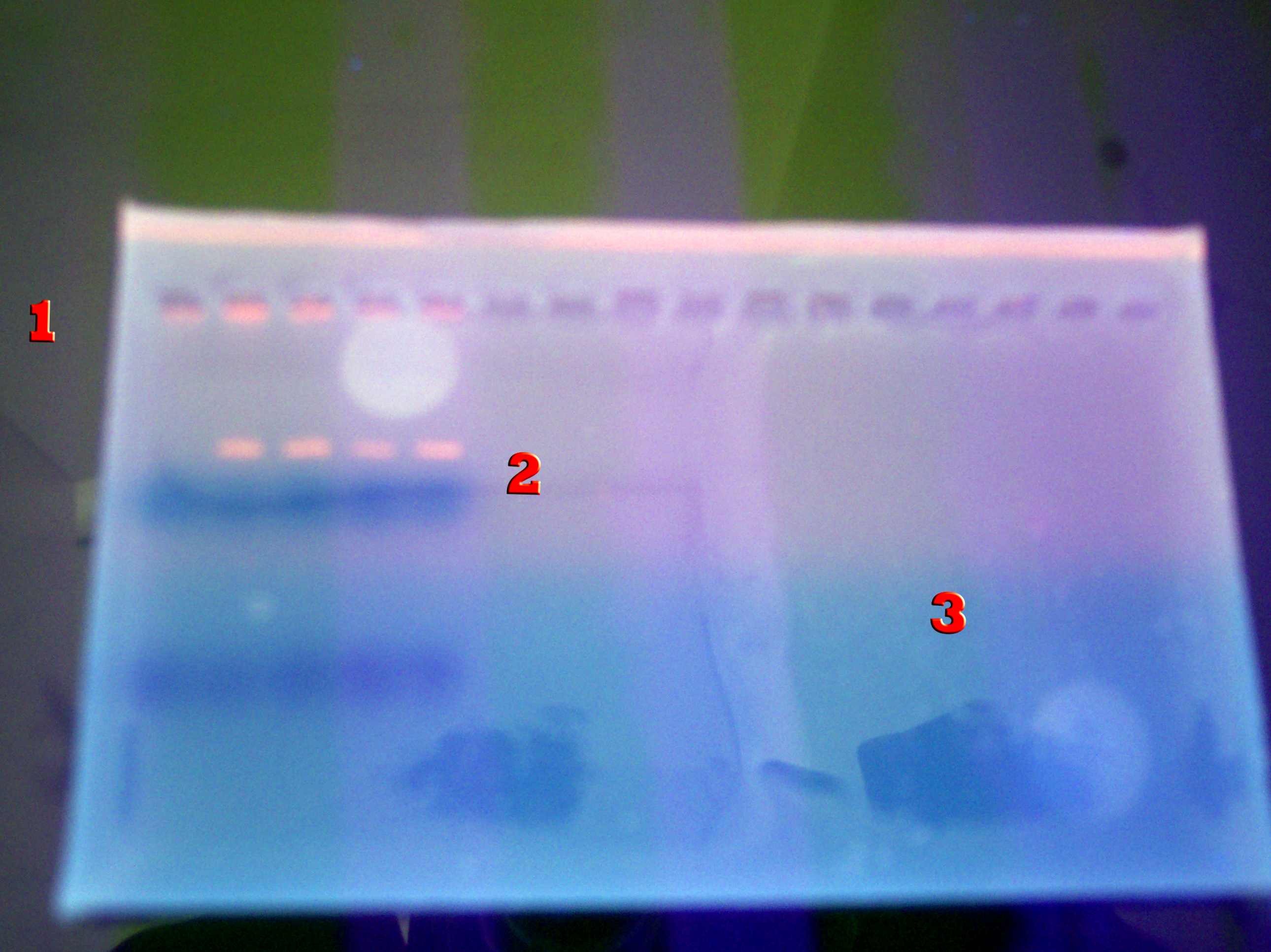
Агарозний гель

Агарозу використовують як носій в гель-хроматографії, аффінній хроматографії, гелевому електрофорезі, імунодифузії та імуноелектрофорезі. Крім того як матрицю для імобілізації. Гель здатний розділяти вірусів, фагів, бактерій, та органели клітини.
Для того, щоб підвищити стійкість та жорсткість агарозної матриці деякі виробники агарози модифікують її, «зшиваючі» ланцюги полімеру між собою. Для проведення гідрофобної хроматографії до поверхні агарози можуть прикріплювати гідрофобні молекули.
Негативним моментом є те, що гель може зазнавати впливу мікроорганізмів та втрачати свої властивості.